# Sheela Na Gig
 (janvier 2016).
Pour les articles homonymes, voir Sheela (homonymie).

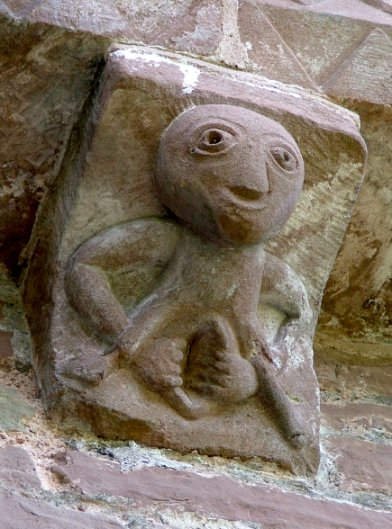
La Sheela Na Gig de Kilpeck, Herefordshire, Angleterre

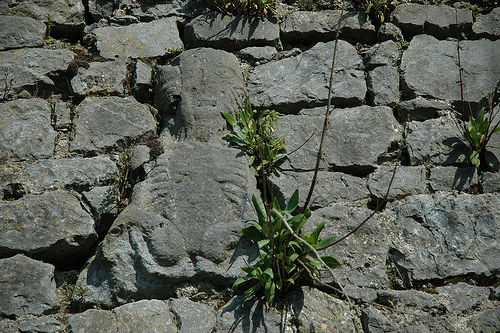
Une Sheela Na Gig sur les murs de la ville de Fethard, comté de Tipperary, Irlande

Une Sheela Na Gig (ou Sheela-Na-Gig) est une sculpture figurative d'une femme nue montrant une vulve exagérée. Ces sculptures, qui datent du Moyen Âge, sont une forme de grotesques architecturaux que l'on trouve dans la plupart des pays d'Europe.
Elle se rencontre le plus souvent dans les églises et les châteaux, parfois accompagnée d'un équivalent masculin.
Les Sheela Na Gigs seraient des protections contre le Diable et la mort, de même que les gargouilles et les représentations grotesques de démons dans les églises et cathédrales d'Europe.
La plus célèbre des Sheela Na Gig se trouve dans l'église de Kilpeck, dans l'ouest de l'Angleterre. Néanmoins, ces sculptures sont plus nombreuses en Irlande (101 recensées) qu'au Royaume-Uni (45 recensées).

## Origines
Ce sujet reste encore à controverse.
Une hypothèse avancée par Jørgen Andersen dans l'ouvrage « The Witch on the Wall » (La sorcière sur le mur) et reprise par James Jerman et Anthony Weir est que ces sculptures ont vu le jour au XIe siècle en France et en Espagne avant d'être introduites dans les îles britanniques au XIIe siècle. Eamonn Kelly, conservateur des antiquités irlandaises au Musée national d'Irlande à Dublin remarque que les zones où se trouvent en Irlande des Sheela Na Gig sont les zones envahies par les Anglo-Saxons. Les Sheela Na Gigs des églises auraient ainsi été apposées pour dénoncer la convoitise et la perversion que représenteraient les femmes.
Une autre théorie, adoptée par Joanne McMahon et Jack Roberts, est que les Sheela Na Gig sont une rémanence de la religion pré-chrétienne de la fertilité et de la Déesse-Mère. Selon eux, les Sheela Na Gigs se seraient rencontrées dans des édifices du culte pré-chrétien et se seraient intégrées dans l'architecture des églises. Des différences ont été relevées avec les sculptures du continent où les figures masculines et des positions extravagantes sont beaucoup plus présentes que dans les îles britanniques, ce qui accréditerait la thèse d'une assimilation de ses représentations en Irlande et au Royaume-Uni.

## Origine du nom
La première mention du terme Sheela Na Gig provient de l'ouvrage « Proceedings of the Royal Irish Academy » publié en 1840 et désigne la sculpture de l'église de Rochestown dans le comté de Tipperary en Irlande. Une autre mention, toujours en 1840, est rapportée par un officier d'artillerie d'Irlande en référence à la sculpture de l'église de Kiltinane dans le même comté.
Il y a une polémique concernant l'origine et la signification du nom qui n'est pas traduisible de l'irlandais. Il est possible de rencontrer les termes Sheila, Síle et Síla. Le terme de Seán-Na-Gig a été créé par Jack Roberts pour désigner les sculptures masculines analogues aux Sheela Na Gig.
Eamonn Kelly mentionne une phrase en irlandais qui contient les termes Sighle na gCíoch signifiant la vieille sorcière aux seins et Síle-ina-Giob signifiant Sheila sur les genoux (Sheila provenant de l'irlandais Síle, l'équivalent de Cécile ou Cécilia). Mais ces interprétations sont remises en cause car peu de Sheela Na Gigs ont les seins visibles et la dérivation de ina-Giob et na Gig ne fait pas l'unanimité.
Sheela Na Gig désigne simplement pour Barbara Freitag une sorcière ou une vieille femme. Elle évoque dans son livre « Sheela-Na-Gigs : Unravelling an Enigma » (Sheela-Na-Gigs : Interprétation d'une énigme) une étymologie du terme et son évocation bien plus tôt que 1840, notamment un bateau de la marine royale et une danse appelés Sheela na Gig au XVIIIe siècle. Ce sont les plus vieilles mentions de ce nom mais il ne s'applique pas aux sculptures. Barbara Freitag indique que le terme désigne un esprit féminin irlandais et que gig était de l'argot de l'anglais nordique pour désigner les parties génitales d'une femme. Mais un mot actuel irlandais, Gigh (prononcé comme le prénom Guy) a la même signification et l'amalgame reste possible.
James Jerman et Anthony Weir utilisent le terme de Sheela Na Gig mais simplement parce qu'ils l'ont entendu pour désigner les représentations féminines. Ils citent notamment le livre d'Andersen qui pense que le terme Sheela Na Gig n'a aucune signification et a été inventé tel quel par la population, étonnée et circonspecte devant une telle représentation. La même hypothèse est émise par HC Lawlor de la Royal Anthropological Institute of Great Britain and Ireland dans l'ouvrage « Man Vol.31 » en janvier 1931. Mais Andersen, Weir, Jerman et Freitag restent persuadés que le nom n'est pas moderne et abstrait. Le nom le plus ancien donné pour désigner une de ces sculptures dans l'île de Wight est L'Idole, mentionné par R. Worsley en 1781 dans « L'Histoire de l'île de Wight » et par J. Albin en 1795 dans « A New, Correct and Much-improved History of the Isle of Wight ». L'Idole fut aussi utilisé pour désigner une représentation aujourd'hui perdue de Lusk (Irlande) et il était en usage à la fin du XVIIIe siècle.

## Hypothèses concernant la signification
Une grande incertitude règne au sujet de la signification de ces représentations féminines souvent grotesques mais toujours avec les parties sexuelles surdéveloppées. Aucune de ces hypothèses n'est applicable sur toutes les représentations, il existe des cas particuliers pour chacune d'elles.

### Vestige d'une divinité païenne
C'est la théorie la plus populaire mais elle n'est pas partagée par la majorité des universitaires.
Ce serait une divinité celtique, une sorcière telle que la Cailleach des mythologies irlandaises et écossaises. Cette théorie fut proposée par Margaret Murray et Anne Ross qui, dans leur essais intitulé « The Divine Hag of the Pagan Celts » (La déesse sorcière des celtes païens), proposent que ces sculptures précoces représenteraient des gardiennes de la Terre ou des déesses de la guerre à cause de leur aspect de sorcières.
Plus récemment, dans le livre de Maureen Concannon « The Sacred Whore. Sheela Goddess of the Celts  », les représentations sont associées à la Déesse-Mère.
Andersen dans son livre « The Witch on the Wall » émet cette hypothèse dans un chapitre intitulé « Païen ou médiéval ». Il suggère l'influence du paganisme sur les Sheelas irlandaise dans un contexte résolument médiéval.
L'aversion du Dr Ross pour cette théorie vient du fait qu'elle est la moins facile à prouver et la moins applicable aux sculptures continentales.
James Jerman et Anthony Weir avance l'hypothétique influence de Baubo dans la symbolique mais en admettant la faiblesse du lien.
Barbara Frietag essaya d'explorer cette voie mais sans trouver de liens entre une divinité païenne et les Sheela Na Gigs.

### Représentation féminine de la fertilité
Cette théorie rejoint celle de la divinité païenne.
Dans son ouvrage, Barbara Frietag place cette théorie dans un contexte de fertilité et la relie aux pierres d'accouchement. Dans le folklore, certaines Sheela Na Gig étaient utilisées pour représenter la femme en train d'enfanter ou de se marier.
Margaret Murray soutient cette idée d'une notion de mariage en s'appuyant sur les sculptures de la porte nord de l'église Saint Michael à Oxford. Mais cette théorie ne s'applique pas à toutes les représentations certaines femmes sont minces avec de petits seins, d'autres sont plus grosses et dans un contexte sexuel, d'autres encore comportent des stries comme des marques ou des tatouages.
Ces interprétations, les plus évidentes, sont néanmoins difficilement reliables au principe de fertilité.

### Mise en garde contre la convoitise
Avancée par Anthony Weir et James Jerman dans « Images of Lust » (Représentations de la luxure), cette théorie propose que les sculptures sont un avertissement religieux à ne pas succomber aux plaisirs de la chair. Des sculptures exhibitionnistes d'hommes, de femmes et d'animaux sont fréquemment trouvées à côté de bêtes dévorant des personnes dans des représentations infernales. Ces représentations instruiraient aux devoirs religieux les populations de l'époque largement illettrées.
Une origine continentale de cette symbolique fut avancée par Jørgen Andersen puis reprise par Anthony Weir et James Jerman qui l'ont approfondie. Ils suggèrent que les représentations sont remontées dans les îles britanniques par les routes de Saint-Jacques-de-Compostelle (Barbara Frietag conteste ce point). Mais cette théorie n'explique pas les représentations se trouvant sur les châteaux qui n'ont rien de religieux.
Bien que cette théorie soit crédible, elle ne s'applique pas à toutes les sculptures.

### Protection contre le mal
Cette théorie est proposée par Anderson dans The Witch on the Wall et Anthony Weir et James Jerman, Images of Lust. Partant du fait que les sculptures sur les châteaux n'ont probablement pas une origine religieuse, ils proposent que les Sheela Na Gigs sont censées repousser le Mal.
Cette théorie est accréditée par le nom irlandais donné à certaines de ces sculptures : la pierre du mauvais œil. Une explication populaire serait que le diable pourrait être repoussé à la vue du sexe d'une femme, explication populaire reprise par Andersen qui cite un conte de La Fontaine où un démon est repoussé lorsqu'une femme soulève sa jupe. Anthony Weir et James Jerman rapportent également une histoire irlandaise (dont l'origine est toutefois reconnue comme douteuse) où une rixe qui dégénérait entre plusieurs hommes fut stoppée lorsqu'une femme leur exposa sa vulve.
Bien que cette théorie puisse s'adapter aux sculptures dites religieuses, elle ne s'applique cependant pas à toutes.

## Hommage
- PJ Harvey a signé et chanté la chanson Sheela-Na-Gig sur son album Dry en 1992.